# 塔米拉·帕謝克

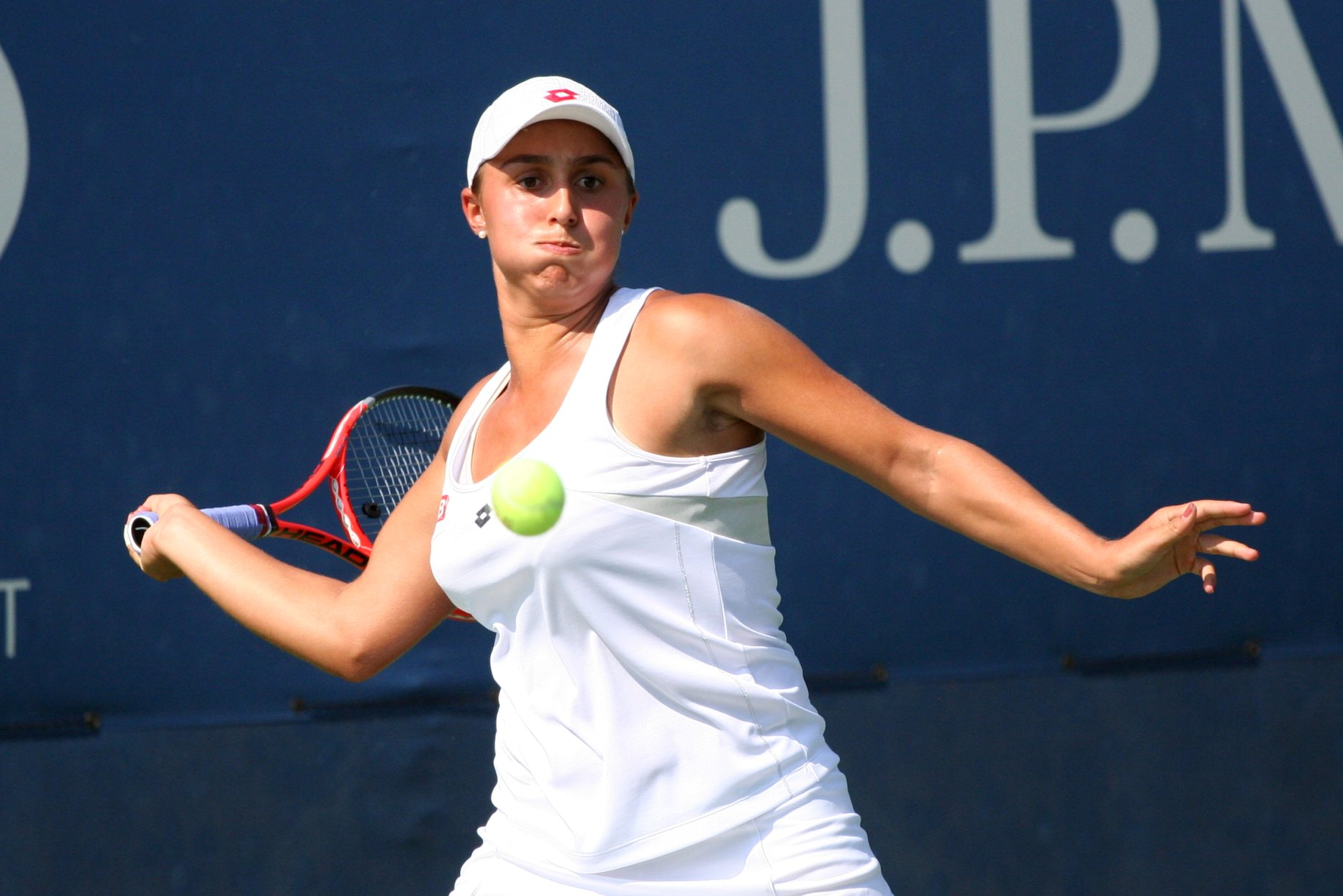
達米拉·柏絲克在2010年美國網球公開賽

塔米拉·帕謝克（Tamira Paszek，1990年12月6日—），或譯帕斯澤克，在奧地利的多恩比恩出生，2005年開始投身網球壇；她在2006年於斯洛文尼亞舉行的一項比賽中取得單打冠軍後成名，更在翌年（2007年）的澳洲網球公開賽中穿上以中國電影「滿城盡帶黃金甲」為藍本的比賽服裝作賽而令她的人氣度錦上添花。
2010年，她在加拿大魁北克市舉行的Bell Challenge單打決賽中擊敗了同樣有「黃金奶」之稱的美國選手比丹妮·瑪蒂克-桑茲而獲得了第二個冠軍。

## 家庭
母為波蘭與法國混血的奧地利人，生於智利；父為印度裔加拿大人，生於塔斯曼尼亞，長於肯尼亞。其姓氏為波蘭語。

## 外部連結
- 官方网站
- 塔米拉·帕謝克的国际女子网球协会官方資料（英文）
- 塔米拉·帕謝克的國際網球總會 職業／青少年 官方資料（英文）
- Fed Cup - Player profile - Tamira PASZEK (AUT) （页面存档备份，存于）